# Carlos Stohr
Carlos Stohr Breuer (Praga; 29 de septiembre de 1931-Caracas; 24 de diciembre de 2017) fue un ingeniero, pintor y escritor venezolano de origen checo.

## Biografía
Al finalizar la II Guerra Mundial emigró a Venezuela en 1947 y se graduó de ingeniero en la Universidad Central de Venezuela, donde después trabajó como profesor. Participó en varios proyectos de urbanismo, como el de la Ciudad Satélite La Trinidad, al sur este de Caracas. Se radicó en la isla de Margarita en 1953, donde se dedicó a diversas actividades artísticas, haciendo énfasis en la pintura. El tema principal de su trabajo pictórico han sido los paisajes, vivencias, oficios y el gentilicio margariteño.
Dominaba seis idiomas; fue un gran clavadista en su juventud, llegando a representar a Venezuela en los Juegos Panamericanos de 1955; jugador de bridge en torneos internacionales; coleccionista de automóviles antiguos, filatélico, comentarista aficionado a la música popular y folklórica, jurado en salones de arte. Frecuentaba eventos y programas relacionados con el folklore y las tradiciones margariteñas, ya fuera como jurado u organizador. También fue columnista sobre temas de conservación ambiental y costumbres populares. En el estado Nueva Esparta era considerado hijo adoptivo de los municipios Esteban Gómez y Antolín del Campo. 
En 1958 Carlos Stohr contrajo matrimonio con Karen Fossing, con quien tuvo cuatro hijos: Martin, Niels, Diana y Karina.

## Producción artística
A lo largo de su trayectoria artística ha alcanzado a exceder los tres mil pinturas y dibujos en sus distintas y conexas obras de colecciones. Aunado a sus pinturas, Stohr ha escrito diversos obras literarias:
- Nuestras vivencias Margariteñas
- El doble dos del checo
- Margarita un solo rostro
- Los checos en Venezuela
- El checo tras las huellas del costumbrismo margariteño
- Mis bodas de oro con Margarita

Además ilustró con 286 dibujos, seis libros sobre costumbrismo margariteño del escritor José Joaquín Salazar Franco Cheguaco, la mayoría de estas obras se vieron destacadas con escenas y paisajes reales. 

## Premios
- Fue nombrado Cronista Gráfico, por la Asociación de Cronistas de Margarita.
- Nombrado Patrimonio Cultural Viviente, en el año 2001.
- Recibió el Premio Regional de Artes Visuales, mención Dibujo 2003.

Fue miembro de diversas organizaciones incluyendo la Asociación de Escritores de Nueva Esparta, la Asociación Venezolana de Artistas Plásticos, Sección Nueva Esparta (AVAPNE), la Asociación Venezolana de Acuarelistas (AVA), el Círculo de Dibujantes de Nueva Esparta (CIRDINE) y el Círculo de Dibujo de Caracas.